# Mistrzostwa Świata w Kolarstwie Torowym 1950
47. Mistrzostwa Świata w Kolarstwie Torowym 1950 odbyły się w belgijskim Liège. Rozegrano pięć konkurencji: sprint zawodowców i amatorów, wyścig na dochodzenie zawodowców i amatorów oraz wyścig ze startu zatrzymanego zawodowców.

## Medaliści

### Mężczyźni
| Konkurencja                                   | Złoto              | Srebro         | Brąz              |
| --------------------------------------------- | ------------------ | -------------- | ----------------- |
| Sprint indywidualny amatorów                  | Maurice Verdeun    | Pierre Even    | Jan Hijzelendoorn |
| Wyścig indywidualny na dochodzenie amatorów   | Sidney Patterson   | Aldo Gandini   | Guido Messina     |
| Sprint indywidualny zawodowców                | Reg Harris         | Arie van Vliet | Jan Derksen       |
| Wyścig indywidualny na dochodzenie zawodowców | Antonio Bevilacqua | Wim van Est    | Paul Matteoli     |
| Wyścig ze startu zatrzymanego zawodowców      | Raoul Lesueur      | Jan Pronk      | Georges Sérès Jr. |

## Klasyfikacja medalowa
| Miejsce | Państwo         |   |   |   | Razem |
| ------- | --------------- | - | - | - | ----- |
| 1.      | Francja         | 2 | 1 | 2 | 5     |
| 2.      | Włochy          | 1 | 1 | 1 | 3     |
| 3.      | Australia       | 1 | 0 | 0 | 1     |
|         | Wielka Brytania | 1 | 0 | 0 | 1     |
| 5.      | Holandia        | 0 | 3 | 2 | 5     |